# 逃亡计中计
《逃亡计中计》（英語：Colditz）是一部2005年的兩集電視迷你剧集，改編自亨利·錢賽勒的《科尔迪茨：權威歷史》（Colditz: The Definitive History）一書和第四台的電視連續劇《逃離科尔迪茨》（Escape from Colditz），并未宣稱在歷史上是準確的。該片由達米安·路易斯和索菲亚·迈尔斯領銜主演，史都華·歐梅執導。劇本由彼得·摩根和理查德·科坦撰寫。

## 剧情
在伦敦，年輕的英國士兵杰克·罗斯告別了爱人莉齐·卡特，不久之後被派往前線。他被德军俘虜，帶到里斯河畔比伯拉赫的一座集中營。一天晚上，他與其他一些人成功越狱。他與战友尼古拉斯·麦克格雷德和汤姆·威利斯待在一起，打算前往中立国瑞士。
就在到达邊境前不久，三人被德國士兵發現。麦克格雷德在最後一刻侥幸逃脫，羅斯和威利斯再次被俘。兩人被帶到科尔迪茨城堡，正如德國人宣傳的那樣，這是德國最難逃脫的監獄。
隨著時間的推移，來自其他敵國的士兵，有加拿大人、比利時人和法國人，也被拘留在這裡。有一名加拿大飛行員雷特·巴克，他與威利斯和羅斯一起策划了一次又一次的越狱，例如通过污水系統或翻過外牆，但都在最后一秒被德国士兵抓住，並被單獨監禁一個月作為懲罰。
在英國，麦克格雷德被军方大力宣传，譽為第一位逃離德國戰俘營的英國士兵。他晉升為中尉，调到軍情九處工作，受杰克委托照顧在民防部門工作的莉齊·卡特。然而，他愛上了莉齊，但被她拒絕后，他便偽造了一份文件，谎称杰克越狱时被击毙。起初一切都很順利，直到越來越多的士兵成功逃離科尔迪茨，这些人都不知道傑克的死。其中索耶上尉写信给狱中的杰克告知现状，被麦克格雷德杀害。
在科尔迪茨，情況急劇惡化。傑克通過索耶的信得知麦克格雷德在倫敦的所作所为，下定决心尽早越狱，在他人帮助下成功到達华沙，與一個為英國人工作的波蘭家庭住在一起。麦克格雷德發現了這一點，便向納粹舉報了这户人家。傑克侥幸逃脫，回到英國後与麦克格雷德当面对质。同时，軍情九處查出了殺害索耶的兇手，赶来逮捕麦克格雷德，麦克格雷德因拒捕被击毙。

## 演员
- 達米安·路易斯 – 尼古拉斯·麦克格雷德下士/中尉
- 湯姆·哈迪 – 杰克·罗斯少尉
- 索菲亚·迈尔斯 – 莉齐·卡特
- 勞倫斯·福克斯 – 汤姆·威利斯上尉
- 詹姆斯·福克斯 – 吉米·福德姆中校
- 蒂莫西·韦斯特（英语：Timothy West） – 邦尼·沃伦
- 傑森·普雷斯利 – 空军中尉雷特·巴克
- 蓋·亨利 – 爱德华·索耶上尉
- 羅伯特·懷特洛克 – 空军上尉文宁
- 查理·凱（英语：Charles Kay） – 亨利·卡特赖特上校，駐瑞士武官
- 茱利葉特·霍蘭德 – 玛丽
- 斯科特·漢迪 – 马伦
- 艾力克斯·艾弗瑞 – 科林斯
- 伊芙·邁爾斯（英语：Eve Myles） – 吉尔
- 罗伯特·坎布里纳斯 – 托尼·德容
- 查爾斯·愛德華茲 – 埃尔韦斯（軍情九處官員）

## 发行
截至2010年11月，《逃亡计中计》已發行1區DVD和藍光，以及2區和6區DVD。

## 奖项
2006年，《逃亡计中计》榮獲英國電影和電視藝術學院電視工藝獎虚构或娛樂類最佳聲音設計獎。